# Mieczysław Welter

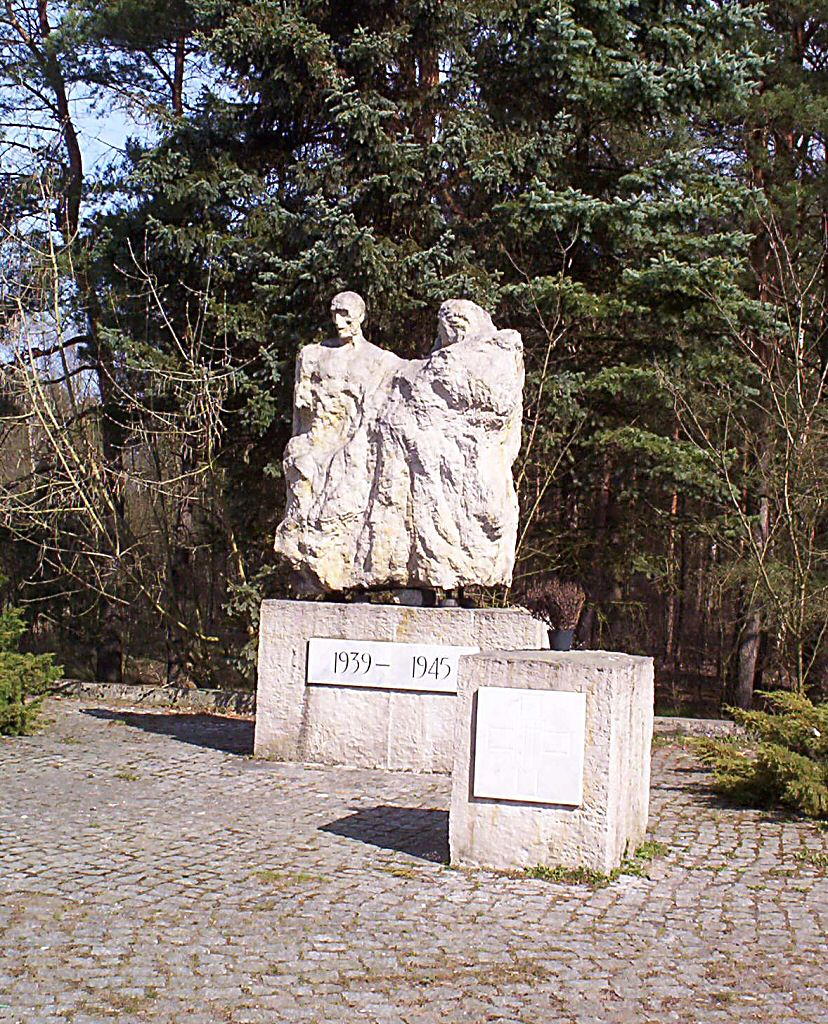
Pomnik Męczeństwa w Trzeszczynie koło Polic

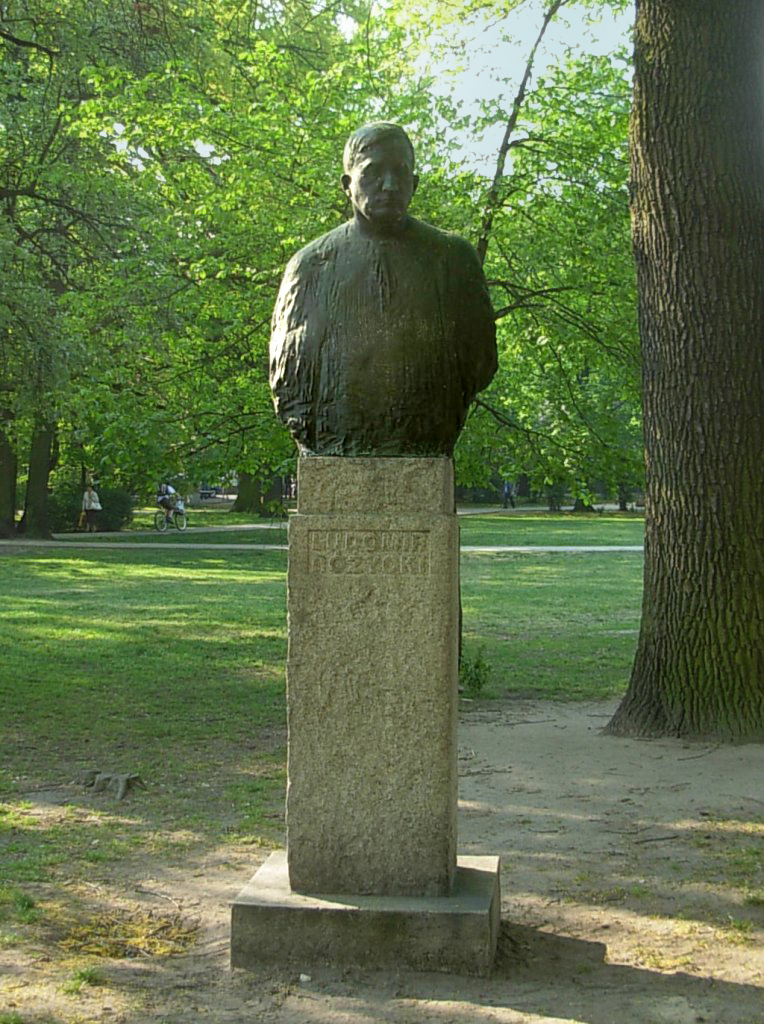
Pomnik Ludomira Różyckiego w Bydgoszczy

Mieczysław Welter (ur. 4 września 1928 w Śremie) – polski rzeźbiarz.

## Życiorys
Absolwent Liceum Sztuk Plastycznych. Studia w PWSSP w Poznaniu na wydziale rzeźby; dalsze studia i dyplom na wydziale ASP w Warszawie. Od 1956 roku brał udział w wystawach ogólnopolskich i za granicą. W 1960 uzyskał stypendium MKIS we Włoszech. Odbył podróże artystyczne po Europie, Meksyku, Korei, Mongolii i Chinach. Od roku 1960 organizował wystawy indywidualne: w Warszawie (Zachęta), Szczecinie, Wrocławiu, Sopocie, Krakowie, Lublinie, Opolu, Poznaniu, Gdańsku, Moskwie i Tbilisi.

## Nagrody i wyróżnienia
- 1952 – wyróżnienie w ogólnopolskim konkursie w Brzezince.
- 1954 – wyróżnienie w ogólnopolskim konkursie na Pomnik Zwycięstwa w Gdańsku.
- 1965 – Nagroda Ministra Kultury i Sztuki na Ogólnopolskiej Wystawie Rzeźby (za rzeźbę Stefan Batory);
- 1967 – Srebrny medal i nagroda Ministra Kultury i Sztuki (portret K. Tchorka)
- 1970 – Nagroda równorzędna i wyróżnienie I stopnia w ogólnopolskim konkursie na pomnik Broniewskiego w Płocku
- 1972 – I i II nagroda oraz wyróżnienie w ogólnopolskim konkursie na pomnik Mikołaja Kopernika we Fromborku
- 1974 – nagroda ex aequo w ogólnopolskim konkursie na pomnik F. Chopina w Londynie
- 1979 – Prix Florence J.Gould XIII Grand Prix International d'Art Contenporain in Monte Carlo
- 1984 – I Nagroda w ogólnopolskim konkursie na pomnik Witosa w Warszawie
- 1987 – I Nagroda w ogólnopolskim konkursie na pomnik Zygmunta Krasińskiego w Opinogórze
- 1987 – Grand Prix I Międzynarodowe Triennale Rzeźby Portretowej w Sopocie.
- 1989 – Nagroda pierwszego stopnia Ministra Kultury i Sztuki
- 2009 – Złoty Medal „Zasłużony Kulturze Gloria Artis”

## Wybrane dzieła
1. Pomnik w Stalagu VIII C w Żaganiu
2. Pomnik Męczeństwa w Sobiborze
3. Pomnik Męczeństwa w Trzeszczynie koło Polic
4. Pomnik Mikołaja Kopernika we Fromborku
5. Pomnik Mikołaja Kopernika w Meksyku
6. Pomnik Fryderyka Chopina w Słupsku
7. Pomnik Fryderyka Chopina w Palma de Mallorca
8. Jan Kochanowski – pomnik w Czarnolesie
9. Jerzy Iwanow-Szajnowicz – pomnik w Salonikach
10. Pomnik Marii Konopnickiej we Wrześni
11. „Dwie Figury”, Berlin-Lichtenberg
12. Pomnik Zygmunta Krasińskiego w Opinogórze
13. Pomnik Ludomira Różyckiego w galerii pomników kompozytorów i wirtuozów w Bydgoszczy
14. Pomnik Wdzięczności „Byliśmy - Jesteśmy - Będziemy” w Łobzie
15. Pomnik Króla Maciusia I w Szczecinie
16. Rzeźba abstrakcyjna „Kompozycja w Metalu” w Parku Kasprowicza w Szczecinie
17. Pomnik bitwy pod Maciejowicami w Maciejowicach

## Galeria

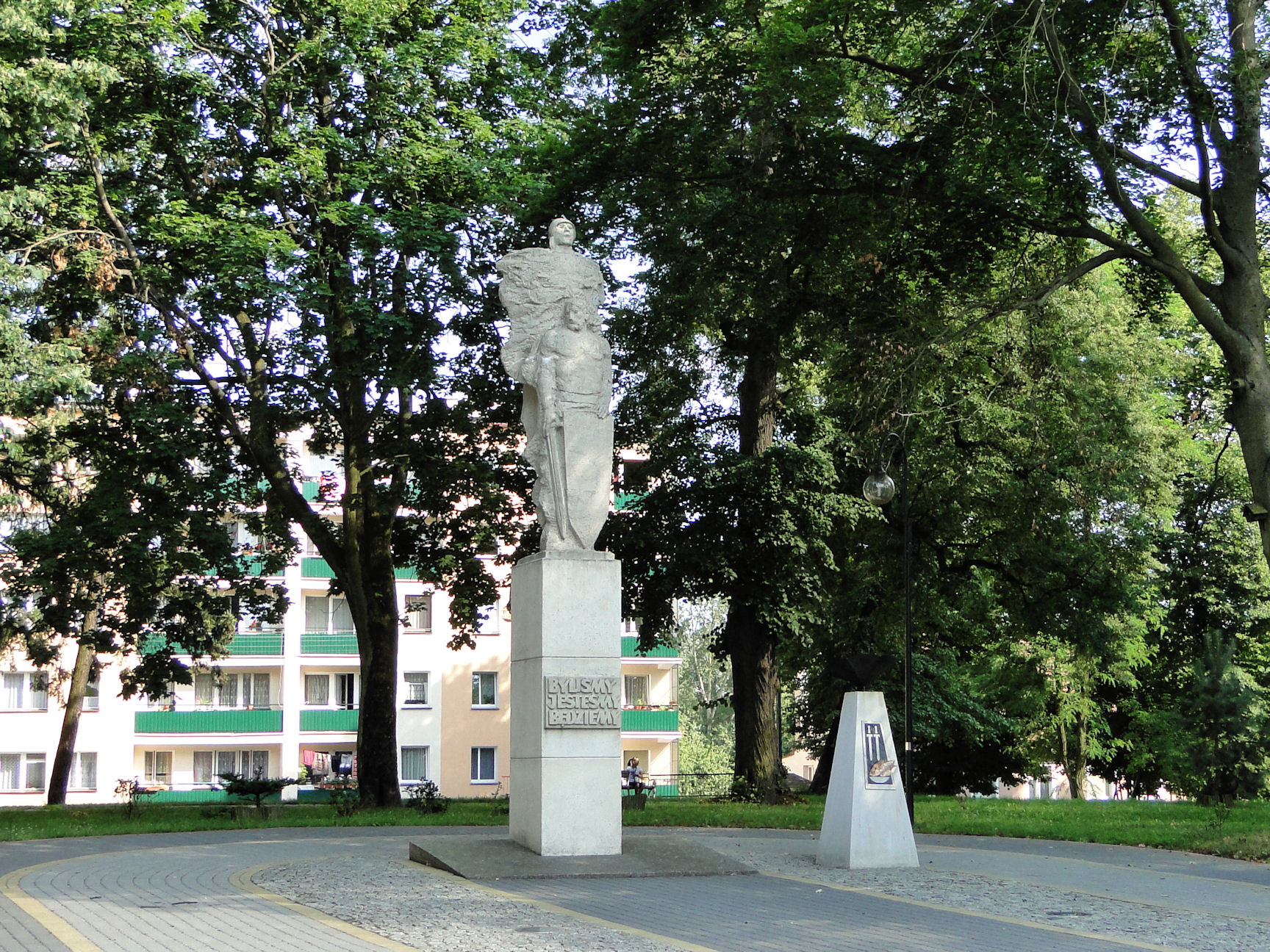
Pomnik Wdzięczności „Byliśmy - Jesteśmy - Będziemy” w Łobzie
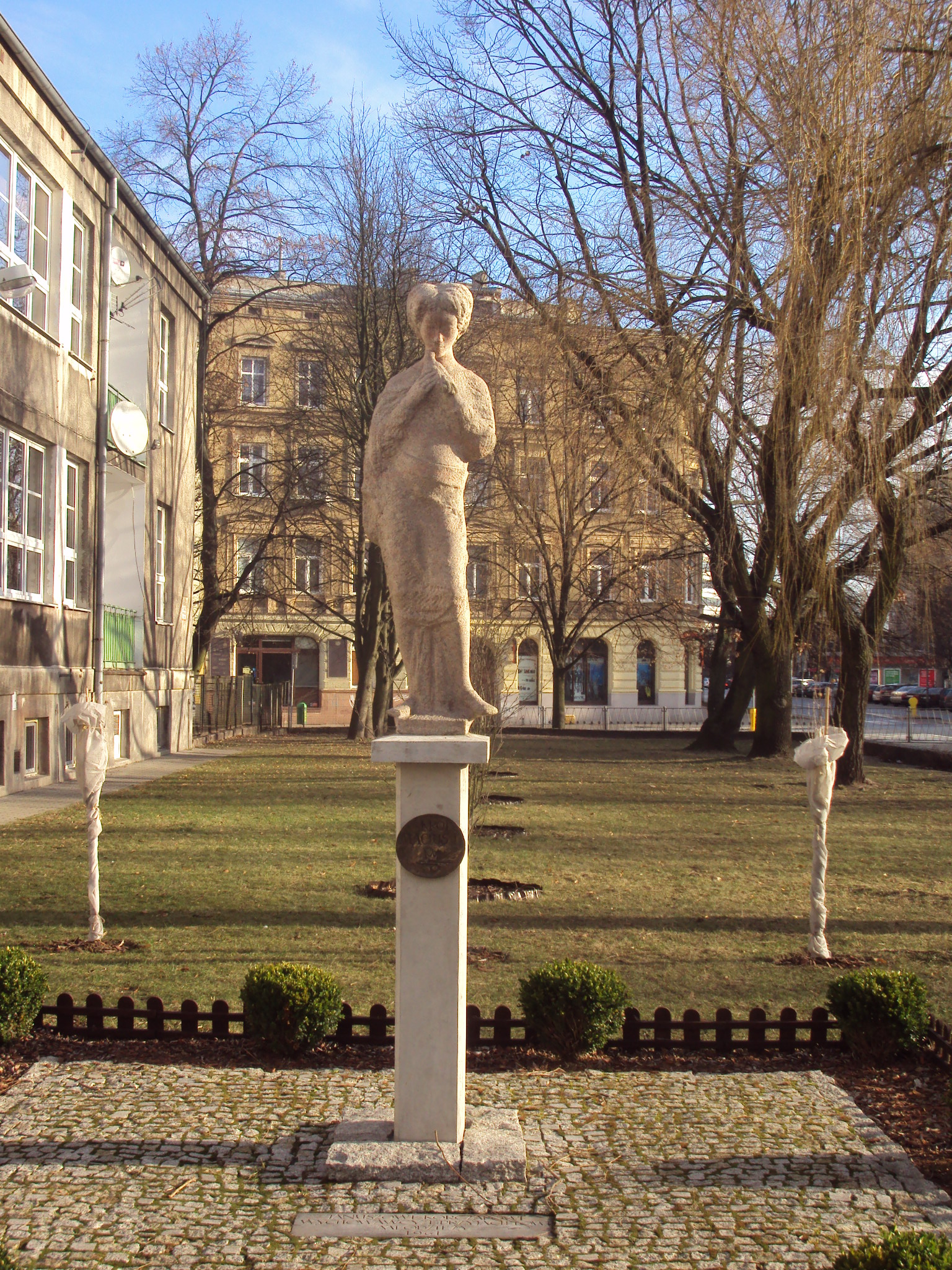
Pomnik Króla Maciusia I w Szczecinie
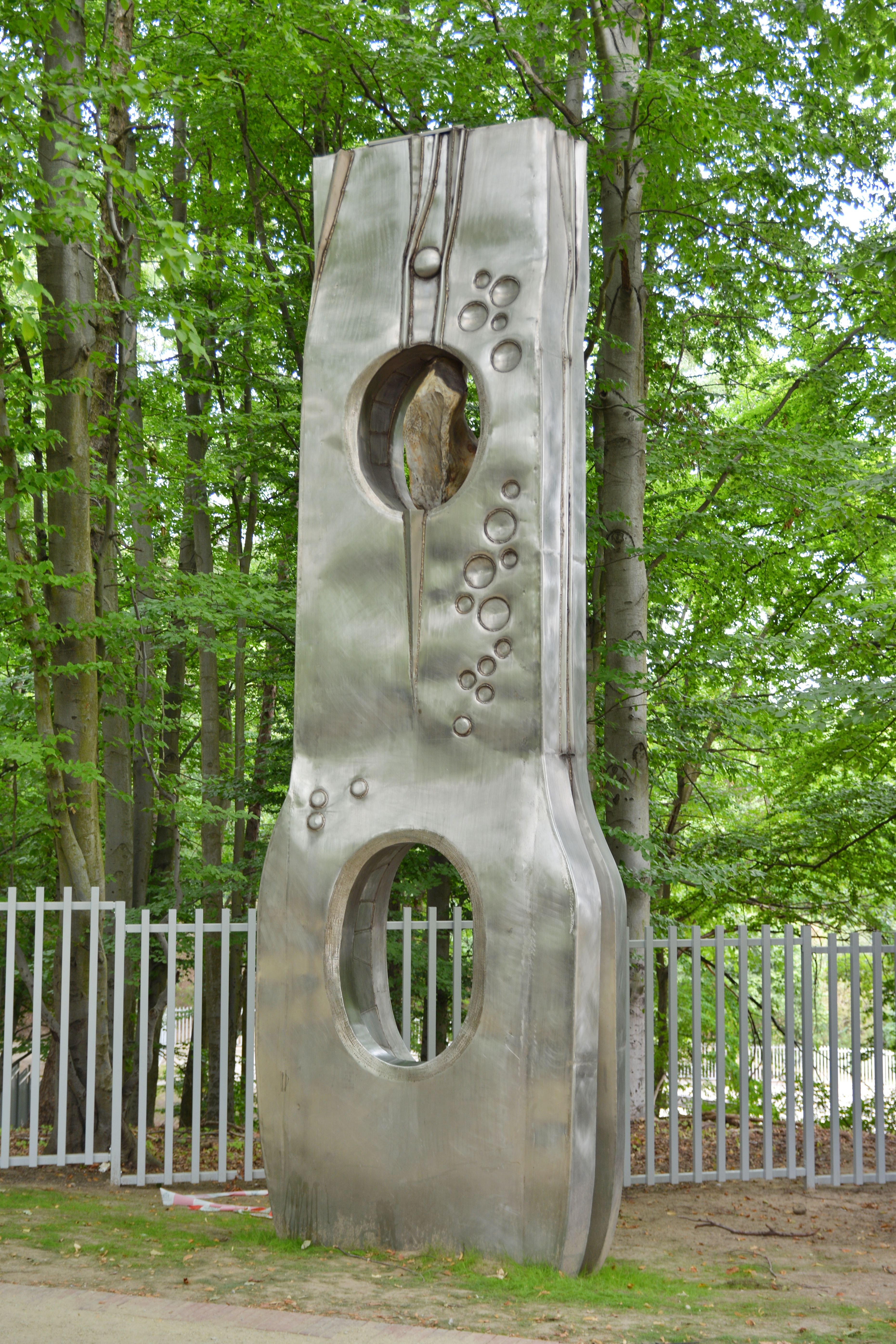
Rzeźba "Kompozycja w Metalu" w Szczecinie
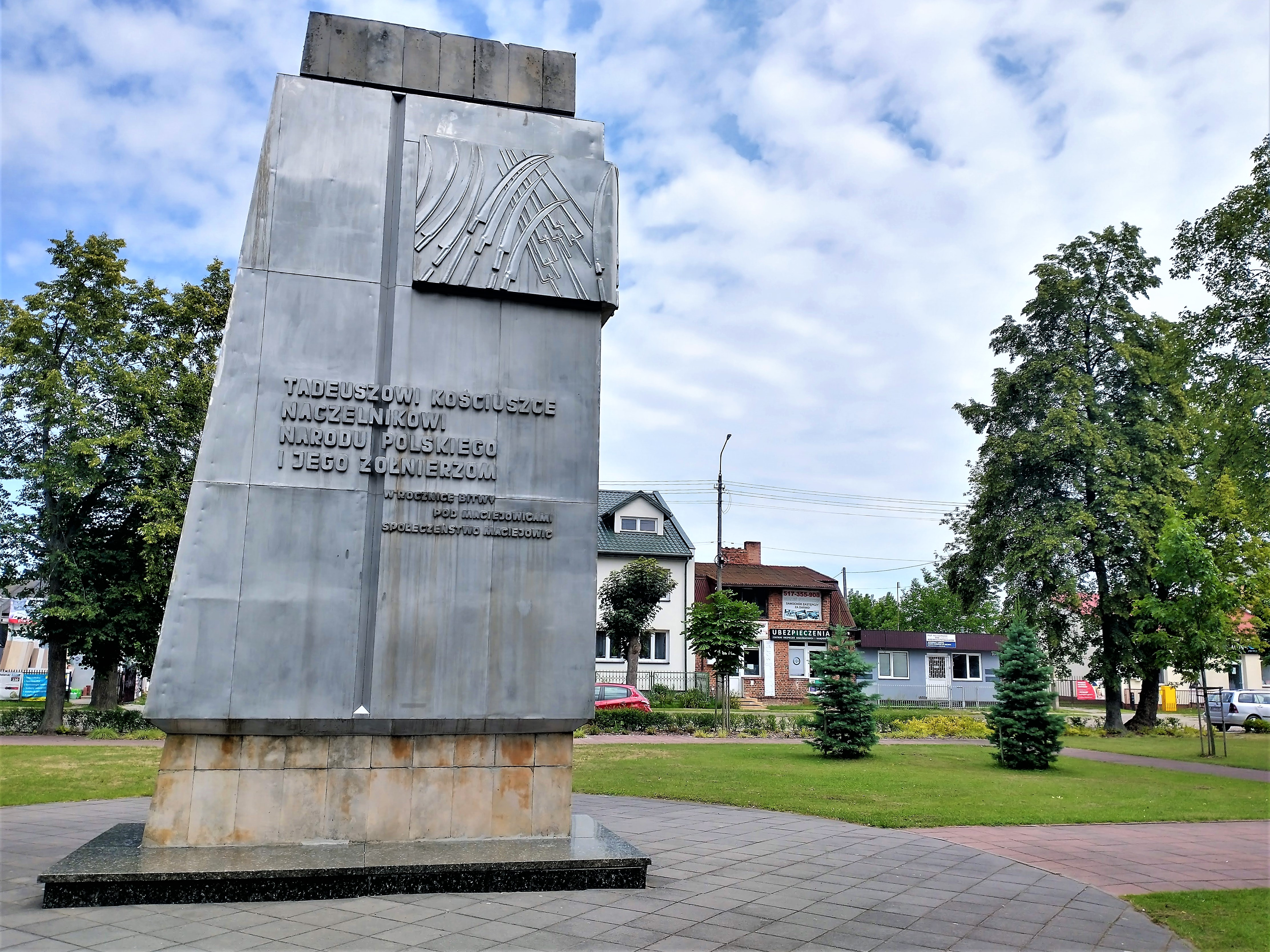
Pomnik bitwy pod Maciejowicami w Maciejowicach